# Gran Premio del Úlster de Motociclismo de 1966
El Gran Premio del Ulster de Motociclismo de 1966 fue la novena prueba de la temporada 1966 del Campeonato Mundial de Motociclismo. El Gran Premio se disputó el 20 de agosto de 1966 en Dundrod.

## Resultados 500cc
En 500 cc, se esperaba en Ulster el regreso de Jim Redman, que ya había ganado dos carreras, al igual que Giacomo Agostini. Redman se había roto un brazo en el Gran Premio de Bélgica. Mike Hailwood solo había ganado una carrera, pero estaba en buena forma e impulsado a ganar tres títulos mundiales. A falta de tres Grandes Premios, los tres podrían convertirse en campeones mundiales de 500cc. En Ulster, Hailwood ganó su segundo Gran Premio, mientras que Redman todavía no apareció. Agostini terminó a un minuto y medio y el resto de pilotos fueron llegando a más de una vuelta. El mejor del resto fue nuevamente František Šťastný.
| Pos.    | Piloto            | Equipo           | Tiempo     | Pts. |
| ------- | ----------------- | ---------------- | ---------- | ---- |
| 1       | Mike Hailwood     | Honda            | 1h 05:00.4 | 8    |
| 2       | Giacomo Agostini  | MV Agusta        | +1:29.4    | 6    |
| 3       | František Šťastný | Jawa             | +1 Vuelta  | 4    |
| 4       | Jack Findlay      | Matchless        | +1 Vuelta  | 3    |
| 5       | Chris Conn        | Norton           | +1 Vuelta  | 2    |
| 6       | Peter Williams    | AJS              | +1 Vuelta  | 1    |
| 7       | Selwyn Griffiths  | Matchless        |            |      |
| 8       | Gyula Marsovszky  | Matchless        |            |      |
| 9       | Gustav Havel      | Jawa-ČZ          |            |      |
| 10      | William McCosh    | Matchless        |            |      |
| 11      | Robin Fitton      | Norton           |            |      |
| 12      | Fred Stevens      | Matchless        |            |      |
| 13      | Kel Carruthers    | Norton           |            |      |
| 14      | Barry Scully      | Norton           |            |      |
| 15      | Len Atlee         | Norton           |            |      |
| 16      | Ernst Weiss       | Matchless        |            |      |
| 17      | Derek Lee         | Matchless        |            |      |
| 18      | Denis Gallagher   | Matchless        |            |      |
| 19      | Thomas Gill       | Matchless        |            |      |
| 20      | Jack Saunders     | Matchless        |            |      |
| Ret     | David Johnson     | Norton           | Ret        |      |
| Ret     | John Dodds        | Norton           | Ret        |      |
| Ret     | Ron Wilson        | Norton           | Ret        |      |
| Ret     | Billie Gutrie     | Norton           | Ret        |      |
| Ret     | Dan Shorey        | Norton           | Ret        |      |
| Ret     | Dave Croxford     | Matchless        | Ret        |      |
| Ret     | Griff Jenkins     | Dunstall-Norton  | Ret        |      |
| Ret     | Jimmy Jones       | Norton           | Ret        |      |
| Ret     | Joe Denty         | Norton           | Ret        |      |
| Ret     | Joe Dunphy        | Norton           | Ret        |      |
| Ret     | John Blanchard    | Seeley-Matchless | Ret        |      |
| Ret     | John Cooper       | Norton           | Ret        |      |
| Ret     | Norbert Reid      | Norton           | Ret        |      |
| Ret     | Robert Graham     | AJS              | Ret        |      |
| Ret     | Tony Wood         | Norton           | Ret        |      |
| Ret     | Owen Howard       | Matchless        | Ret        |      |
| Fuente: |                   |                  |            |      |

## Resultados 350cc
En 350cc, Giacomo Agostini lideró después de la primera ronda, pero Mike Hailwood lo alcanzó y se distanció de él. Al final, victoria y título mundial para el británico.
| Pos. | Piloto            | Equipo        | Tiempo | Pts. |
| ---- | ----------------- | ------------- | ------ | ---- |
| 1    | Mike Hailwood     | Honda         |        | 8    |
| 2    | Giacomo Agostini  | MV Agusta     |        | 6    |
| 3    | Tommy Robb        | Bultaco       |        | 4    |
| 4    | Gustav Havel      | Jawa          |        | 3    |
| 5    | Dave Simmonds     | Norton        |        | 2    |
| 6    | Joe Dunphy        | Norton        |        | 1    |
| 7    | Peter Williams    | AJS           |        |      |
| 8    | Robin Fitton      | Norton        |        |      |
| 9    | Kel Carruthers    | Norton        |        |      |
| 10   | Chris Conn        | Kirby Metisse |        |      |
| Ret  | František Šťastný | Jawa-ČZ       | Ret    |      |
| Ret  | Heinz Rosner      | MZ            | Ret    |      |
| Ret  | František Boček   | Greeves       | Ret    |      |

## Resultados 250cc
En la cilindrada de 250cc, fue más o menos una farsa. Honda, solo comenzó Stuart Graham porque el título de Mike Hailwood ya estaba snetenciado y Yamaha se retiraron. Como resultado, los pilotos y las marcas menores pudieron hacer el movimiento, en particular Bultaco, que ocupó todos los lugares del podio. Ginger Molloy ganó por delante de Gyula Marsovszky y Kevin Cass.
| Pos. | Piloto           | Equipo        | Tiempo    | Pts. |
| ---- | ---------------- | ------------- | --------- | ---- |
| 1    | Ginger Molloy    | Bultaco       | 1h 16' 31 | 8    |
| 2    | Gyula Marsovszky | Bultaco       |           | 6    |
| 3    | Kevin Cass       | Bultaco       |           | 4    |
| 4    | Selwyn Griffiths | Royal Enfield |           | 3    |
| 5    | Jim Curry        | Honda         |           | 2    |
| 6    | Len Atlee        | Cotton        |           | 1    |
| Ret  | Stuart Graham    | Honda         | Ret       |      |
| Ret  | Heinz Rosner     | MZ            | Ret       |      |

## Resultados 125cc
En el octavo de litro, Yamaha estrenó la nueva RA 31 de cuatro cilindros en el último minuto, pero Bill Ivy no pudo comenzar porque todavía no estaba en forma . Luigi Taveri ganó y Ralph Bryans terminó segundo. Phil Read condujo la RA 31 al tercer lugar, pero el título mundial de 125cc estaba definitivamente en manos de Taveri.

| Pos. | Piloto           | Equipo  | Tiempo     | Pts. |
| ---- | ---------------- | ------- | ---------- | ---- |
| 1    | Luigi Taveri     | Honda   | 52' 51" 6  | 8    |
| 2    | Ralph Bryans     | Honda   | + 4" 4     | 6    |
| 3    | Phil Read        | Yamaha  | + 28" 4    | 4    |
| 4    | Tommy Robb       | Yamaha  | + 48" 8    | 3    |
| 5    | Hugh Anderson    | Suzuki  | + 1 Vuelta | 2    |
| 6    | Frank Perris     | Suzuki  | + 1 Vuelta | 1    |
| 7    | Kevin Cass       | Bultaco |            |      |
| 8    | Kel Carruthers   | Honda   |            |      |
| 9    | Ginger Molloy    | Bultaco |            |      |
| 10   | Jim Curry        | Honda   |            |      |
| Ret  | Yoshimi Katayama | Suzuki  | Ret        |      |
| Ret  | Heinz Rosner     | MZ      | Ret        |      |